# 산청 수선사 대반야바라밀다경
산청 수선사 대반야바라밀다경(山淸 修禪寺 大般若波羅蜜多經)은 대한민국 경상남도 산청군 산청읍 수선사에 있는 불경이다. 2018년 6월 21일 경상남도의 유형문화재 제634호로 지정되었다.

## 지정 사유
｢대반야바라밀다경｣은 반야부의 여러 경전들을 집대성한 총서이다. ｢산청 수선사 대반야바라밀다경｣은 절첩본으로서 재조본의 특징인 장차 표시가 '張'으로 확인되며, 판미제에 ‘戊戌歲高麗國大藏都監奉勅雕造’에 의하면‘1238년’이라는 판각시기를 알 수 있다. '1238년'이라는 판각기가 있지만 판각 당시 바로 인출한 것이 아니라는 것을 장정의 형태로 보아 알 수 있고 '麗末鮮初'에 인출하였다는 것을 알 수 있는 귀중한 판본이다.

## 참고 문헌
- 산청 수선사 대반야바라밀다경 - 국가유산청 국가유산포털